# Al-Bahri SC
Al-Bahri SC (en árabe: نادي البحري الرياضي‎) es un equipo de fútbol de Irak que juega en la Primera División de Irak, la segunda categoría de fútbol en el país.

## Historia
Fue fundado en el año 1976 en la ciudad de Basra y representa a la Marina de Irak, y ha sido finalista de la Copa de Irak en dos ocasiones. El club fue disuelto posteriormente por el Ministerio de Defensa de Irak como a todos los equipos militares del país. 
El club fue refundado en el año 1993 y retornó a la máxima categoría para la temporada 2015/16.